# Phlebogryllacris
Phlebogryllacris is een geslacht van rechtvleugeligen uit de familie Gryllacrididae. De wetenschappelijke naam van dit geslacht is voor het eerst geldig gepubliceerd in 1937 door Karny.

## Soorten
Het geslacht Phlebogryllacris omvat de volgende soorten:
- Phlebogryllacris cyanipes Karny, 1926
- Phlebogryllacris venosa Walker, 1869